# Senecio dissimulans
Senecio dissimulans là một loài thực vật có hoa trong họ Cúc. Loài này được Hilliard miêu tả khoa học đầu tiên năm 1985.